# يوسف كوة

## القائد يوسف كُوة مكّي
ولد بإقليم جبال النوبة ميري غرب مدينة كادقلي في قرية الأخوال في العام 1945م وتلقى تعليمه الابتدائي بمدني والمتوسطة بمدرسة سنكات الوسطى ودرس المرحلة الثانوية بمدرسة الخرطوم التجارية وقد التحق بالكلية الحربية السودانية الدفعة 21 وتم فصله منها لأسباب سياسية. ومن ثم جلس لامتحان الشهادة السودانية وتم قبوله بكلية الاقتصاد جامعة الخرطوم عام 1975م وتخرج منها في عام 1980م.
كان أثناء دراسته بالجامعة كان يوسف كوة هو الناطق الرسمي باسم الجبهة الوطنية الأفريقية بجامعة الخرطوم وكان من الذين ساهموا في تأسيس رابطة أبناء جنوب كردفان بجامعة الخرطوم وبعد تخرجه في العام 1980م عمل معلماً بالمدارس الثانوية بمدن نيالا والضعين ومدرسة كادوقلي الثانوية وبالرغم من أن مهنة التدريس قد منحته فرصة واسعة للتفاعل مع الشعب، إلا أنها عرَّضته للمُضايقة والإزعاج المُستمر من حكومة الرئيس الأسبق جعفر نميري بهيئاتها التنفيذية وأجهزتها الأمنية، وقد ساعدته مِهنة التدريس هذه فيما بعد خلال مسيرته النضالية، فقد كان يوسف كوة أكثر من مجرد قائد، فهو كان يُعلِّم من معه مبادئ الثورة والنضال التي كان هو يؤمن بها. وقد ساهم في تأسيس تنظيم اتحاد الشباب والمعروف بكمولو عام 1977م وقد قام هذا التنظيم بدعم فوز يوسف كوة لمجلس الشعب الإقليمي في عام 1981م وكذلك دعم فوز دانيال كودي لمجلس الشعب القومي وكان هنالك أيضاً في تلك الفترة كيانيين سياسيين لجبال النوبة هما إتحاد عام جبال النوبة بقيادة الرائد محمود حسيب والحزب القومي السوداني بقيادة الأب فيليب عباس غبوش.

## محطات في مسيرة نضاله
قام يوسف كوة مكي بتأسيس جمعية الثقافة الأفريقية وكان الناطق الرسمى بإسم الجبهة الوطنية الأفريقية (A.N.F).
وأسس تنظم شباب جبال النوبة (كمولو) عام 1977 مع عدد من قيادات الحركة الشعبية وهم عبد العزيز آدم الحلو ودانيال كودي وعوض الكريم كوكو وتلفون كوكو أبو جلحة ويوسف كره هارون مع آخرين وضم هذا التنظيم أعضاء من كادوقلي والدلنج، بالإضافة إلى ذلك أسس عدة تنظيمات سرية بمسميات مختلفة (الصخرة السوداء / الكتلة السوداء / نحن كادوقلي / روابط أبناء جبال النوبة / حركة جبال النوبة التحريرية وتنظيم الزنوج الأحرار كما قام بتأسيس رابطة طلاب جنوب كردفان بجامعة الخرطوم.
تم انتخابه في مجلس الشعب الإقليمي بجنوب كردفان في مايو 1981م والذي كان مقرَّه في مدينة الأبيض، وكان نائباً لرئيس المجلس حتى تاريخ التحاقه بالحركة الشعبية لتحرير السودان في نوفمبر 1984م.
. عُيِّن عضواً مناوباً بالقيادة السياسية والعسكرية العليا للحركة الشعبية والجيش الشعبي لتحرير السودان في أغسطس 1986م.

## المناصب التي عمل بها
تم انتخابه رئيساً لمجلس التحرير القومي بالحركة الشعبية لتحرير السودان خلال المؤتمر العام الأول في شقدوم 1994م، وكان رئيساً للجنة المنظمة للمؤتمر.
عضو الوفد المفاوض في مفاوضات أبوجا.
عضو مُفاوض لوفد الحركة الشعبية في مفاوضات الإيقاد بأديس أبابا 1998 وشارك كنائب رئيس وفد الحركة الشعبية في الجولة الثانية لمفاوضات السلام السودانية.
في العام 2000 م عُيِّن يوسف كوة عضواً في مجلس القيادة بالحركة الشعبيَّة والجيش الشعبي لتحرير السُّودان، وفي الوقت نفسه بات مشرفاً عاماً على مفوضيَّة الشئون الإنسانيَّة بالمجلس الوطني التنفيذي للحركة الشعبيَّة لتحرير السُّودان، وهو المنصب الذي تقلَّده حتى وفاته.
توَلّى منصب قائد وحاكم إقليم جبال النوبة بالمناطق المحررة حتى وفاته في 31 مارس 2001 حيث خلفه القائد / عبد العزيز آدم الحلو.

## بدايات الكفاح المسلح في جنوب كردفان جبال النوبة 1984
عندما أعلنت الحركة الشعبية لتحرير السودان بيانها السياسي “المنفستو” عام 1984, جلسَت اللجنة التنفيذية للـ (كمولو) لتدرس المنفستو وتُقرر كيفية الانضمام إلى الثورة الجديدة، وبعد مراجعتهم للمنفستو توصّلوا إلى قرار جماعي بالانضمام إلى الحركة الشعبية والجيش الشعبي لتحرير السودان، فذهب يوسف كوة قبل رفاقه. وكانت قيادة الحركة الشعبية والجيش الشعبي لتحرير السودان وعلى رأسهم الدكتور/ جون قرنق دى مبيور في غاية السعادة والامتنان لدى إستقباله، لأن انضمامه أعطى الحركة الشعبية دفعة قوية، ومصداقية، وأبعاد وطنية. وتم تخريجه من الكلية الحربية للجيش الشعبي لتحرير السودان برتبة نقيب بعد تلقيه التدريب العسكرى، حيث كان لنشاطه السياسي في الخرطوم قبل الالتحاق بالحركة الشعبية وزناً في منحه هذه الرتبة العسكرية. وفي 16 نوفمبر 1985م أُبتعث النقيب يوسف كوة إلى كوبا لأخذ كورسات في مجال العلوم السياسية، وذلك بعد تخرُجه من الكلية الحربية في إثيوبيا. ثُم عُيِّن عضواً مناوباً بالقيادة السياسية والعسكرية العليا للحركة الشعبية والجيش الشعبي لتحرير السودان في أغسطس 1986م، وفي سبتمبر من نفس السنة أُرسل يوسف كوة في بعثة دراسية ثانية إلى كوبا لدراسة العلوم العسكرية. وبعد عودته من البعثة قاد حملته العسكرية إلى جبال النوبة. وقد رفض يوسف كوة ورفاقه التهميش الظلم الاجتماعي والاضطهاد والإستبداد الواقع ضد الشعب السوداني بصفة عامة وشعب جبال النوبة خاصة فحمل السلاح لانتزاع حقوق منطقة جبال النوبة وقاد عملية انضمام أبناء جبال النوبة للكفاح المسلح ضد ديكتاتورية نظام الخرطوم والذي انتهجته الحركة الشعبية لتحرير السودان برئاسة الدكتور جون قرنق دي مبيور في العام 1985 م وساهم يوسف كوة بتلك الخطوة في بلورة مشروع السودان الجديد، ومنحه المصداقية من خلال التجربة العملية الميدانية.
وقد استطاع يوسف كوة مكي أن يصُعد بقضايا جبال النوبة إلى أعلى منصات السياسة الدولية، وأوجد لها مكاناً وسط الاهتمامات العالمية، فذهب بقضية شعب النوبة في طريق البحث عن العدالة، والحرية، والكرامة الإنسانية، والحقوق المتساوية.

## وفاته
توفي القائد يوسف كوة مكي في 5 أبريل 2001 م في مدينة لندن عقب إصابته بمرض السرطان وقد شارك مئات من السودانيين بلندن في تشييعه حيث تجمع أكثر من 400 شخص اغلبهم من أبناء المناطق المتأثرة بالحرب الأهلية. وسط حضور كبير من أبناء لمنطقة جبال النوبة وسيروا مظاهرة كبرى وتوجه معظمهم إلى ساحة ووترلو حيث توجهوا في موكب كبير إلى 10 داوننغ ستريت مقر رئيس الوزراء البريطاني ورفعوا مذكرة طالبوا فيها بوقف أي استثمارات بريطانية في حقول البترول السودانية وشاركت أيضاً البارونة كوكس عضو مجلس اللوردات البريطاني في تقديم المذكرة مع قادة سياسيين سودانيين في المملكة المتحدة.

## يوسف كوة مُحارب يحترم حقوق الإنسان
كتبت عنه الصحافية البريطانية جولي فيلينت عن يوسف كوة قائلة: (إنَّ موت يوسف قد سلب أفريقيا واحداً من قادته أصحاب الرؤية، وقد سلب الموت النُّوبة رجلاً وهبهم فخراً جديداً، وثقة في إفريقيَّتهم، وسلب الحركة الشعبية والجيش الشعبي لتحرير السُّودان قائداً برهن أنَّ النِّضال المسلح موازِ لاحترام حقوق الإنسان والمجتمع المدني).. وإزاء هذا المفهوم وذلك المنطق كان يوسف كوة أول قائد في الجيش الشعبي لتحرير السُّودان يسمح لمنظمات مُراقبة حقوق الإنسان أن تعمل في إقليم جبال النُّوبة الواقع تحت إدارته. وقد وصفته جيميرا رون – الموظَّفة بمنظمة هيومان رايتس ووتش بواشنطن بقولها: (كان يوسف كوَة رجلاً نادراً، عنيداً في الدعوة إلى الحق، وملتزماً به رجلٌ حالم، مُطَّلِع ومفكِّر؛ وقد أخذ التحرير بجد، مدركاً أنَّه يتضمَّن احترام حقوق كافة الناس؛ إنَّ رجلاً بهذه الصفات لا يستطيع أن يعيش طويلاً) وقد صفه الدكتور/ محمد سليمان محمد، رئيس مجلس معهد البديل الإفريقي بلندن، يوسف كوة بقوله: لقد لعب يوسف كوة دوراً كبيراً في تعزيز وحدة الكثيرين من النُّوبة حول حقَّهم الشرعي لتكون لهم هُويَّة أثنية مستقلة كنُّوبة. وكان المُدافع الفخور والحامل لتقاليد وثقافة النُّوبة. إذ قاده الطريق إلى نوبويَّته دون توقف، إلى الحركة الشعبيَّة والجيش الشعبي لتحرير السُّودان، وإلى الاحترام المتبادل والتعاون مع كافة السُّودانيين، الذين يقدِّسون التعدد الإثني والديني والثقافي في الشعب السُّوداني، فلم يهجُره وضوح الغرض والفعل الصَّارم خلال حياته السياسيَّة والعسكريَّة. فمنذ أيَّامه الطالبيَّة بجامعة الخرطوم حتى أيَّامه الأخيرة وسطنا، كان يوسف يمتاز بالشفافيَّة في أغراضه، واضحاً في إستنطاق أهدافه، مُعترفاً بالصعوبات، لكنه لم يستهجن الأمل، ولم يهجر تفاؤله المعدي، فمن خلال جميع خطاباته أو الحوارات التي أُجريت معه، يمكنكم أن تروا وتقدِّروا النزاهة، والوضوح السياسي والأخلاقي لإجاباته، لم يتردَّد يوسف كوة أبداً في قول الحق، مهما كان هذا الحق مؤلماً كما يمكن أن يكون أحياناً، وهذه النزاهة تتطلَّب النقد الذاتي، وهذا سلوك يحاول السياسيُّون العاديُّون تجنُّبه بكل التكاليف.

## وصلات خارجية
يُوسِف كُوَة مكِّى: المُعلم.. القَائِد المُحارِب.. المُفكِّر السياسِى
يوسف كوة والتاريخ النضالي المشترك بين الجنوب والشمال
صحيفة الشرق الأوسط تظاهرة كبري للسودانيين في تشييع القائد يوسف كوة مكي